# Thecla joya
Thecla joya är en fjärilsart som beskrevs av Paul Dognin 1895. Thecla joya ingår i släktet Thecla och familjen juvelvingar. Inga underarter finns listade i Catalogue of Life.